# 天涯区
天涯区是中华人民共和国海南省三亚市的一个市辖区，辖原三亚市河西区街道办事处、育才镇的行政区域。总面积944平方公里，总人口约36万人。区人民政府驻凤凰路。

## 历史
- 2014年2月11日，国务院批复三亚市撤六镇新设四区[2]，分别为吉阳区（撤销原河东区、吉阳镇、亚龙湾管委会）、崖州区（撤销原崖城镇）、天涯区（撤销原河西区、凤凰镇、天涯镇、三亚湾管委会，保留育才镇）、海棠区（撤销原海棠湾镇、海棠湾管委会）[3]。

## 人口
根据第七次人口普查数据，截至2020年11月1日零时，天涯区常住人口为353698人，占全市比重为34.29%。其中男性占比53.06%，女性占比46.94%，性别比为113.06。0—14岁占比18.28%，15—59岁占比70.46%，60岁及以上占比11.25%。

## 语言文化
天涯区得名于原天涯镇，但主城区却位于原凤凰镇羊栏村一带。羊栏村一带是回辉人聚落回辉、回新等村（今回辉、回新社区）的所在地，是中国唯一的马来－松巴哇语群族群、唯一的南岛系穆斯林族群，由于人数较少，民族识别时与信仰哈乃斐派的回族统划为回民族。同时，回辉语也是整个南岛语系中极罕见的单音节声调语言、唯一属于东南亚大陆语盟的成员，拥有一定数量的黎语借词。凤凰镇（羊栏村一带）及以東直至三亞市區週邊所使用的黎語是哈方言哈应土语；此外，羊栏村村部还使用迈话，原海坡村（已消失）还使用儋州话。
天涯镇一带原名信孚镇，其驻地黑土村是黎语哈方言抱显土语的代表点，信孚镇一帶及以西直至崖州區均使用抱显土语。由於黎語大部地區以b、d、z、g爲聲母的音節如在杞方言堑对土語中對應吐氣音聲母p、t、c、k（同時部分詞彙在杞方言、昌化村話那斗徠話、元門土語、部分美孚方言中還會轉爲陽聲調），則在抱显土语聲母是m、n、ny、ng（如（水田）在抱显土语中读做），以及在其餘黎語中聲母g、k、h的音節在抱显土语中具有聲母r、其餘黎語中聲母hl在抱显土语中成爲內爆音dh，使抱显土语具有一定與壯傣語支的相似性（對比壯語），並被Norquest认定是最早从黎语中分离出来的层次。
天涯区西接使用海南话、迈话的崖州区，今全境通行东北官话。

## 行政区域
全区有22个社区、30个行政村：
- 社区：儋州村社区、群众街社区、建设街社区、红旗街社区、朝阳路社区、友谊路社区、机场路社区、金鸡岭社区、西岛社区、榆港社区、南海社区、新建社区、和平社区、光明社区、春园社区、场站社区、鸭仔塘社区、岭北社区、马岭社区、回新社区、回辉社区、羊新社区
- 行政村：槟榔村、妙林村、海坡村、新联村、羊栏村、水蛟村、梅村村、桶井村、台楼村、抱前村、抱龙村、立新村、扎南村、黑土村、布甫村、红塘村、塔岭村、文门村、过岭村、华村、那受村、那会村、马亮村、龙密村、马脚村、明善村、雅林村、雅亮村、青法村、抱安村。

## 交通

### 公路
- 海南环线高速、 225国道过境。

### 铁路
- 凤凰机场站：海南環島高速鐵路

### 航空
- 三亚凤凰机场

## 风景名胜
- 天涯海角
- 西瑁洲
- 三亚湾